# Memorial Chiang Kai-shek
Memorial Nacional Chiang Kai-shek (chinês tradicional: 中正紀念堂, chinês simplificado: 中正纪念堂) é um monumento nacional de Taiwan, erguido em memória de Chiang Kai-shek, ex-presidente da República da China. Ele está localizado no distrito Zhongzheng em Taipé, a capital do país.
O monumento é cercado por um parque e a estrutura principal está enquadrada a norte e a sul pelo Teatro Nacional e pela Ópera Nacional de Taiwan.

## Desenvolvimento
Depois que o presidente Chiang Kai-shek morreu em 5 de abril de 1975, o poder executivo do governo taiwanês estabeleceu um comitê para construir um memorial em sua homenagem. O projeto, do arquiteto Yang Cho-cheng, foi escolhido em um concurso e incorporou muitos elementos da arquitetura tradicional chinesa, com inspiração no Mausoléu de Sun Yat-sen, localizado em Nanquim, na China. A pedra fundamental do memorial foi lançada em 31 de outubro de 1976, no 90º aniversário do nascimento de Chiang. O salão foi oficialmente aberto em 5 de abril de 1980, o quinto aniversário da morte do líder nacional.